# Teodoro Picado Michalski
Teodoro Picado Michalski, född 10 januari 1900 i Cartago, Costa Rica, död 1 juni 1960 i Managua, Nicaragua, var en costaricansk jurist, politiker och landets president 1944–1948.
Picado efterträdde president Rafael Ángel Calderón under mycket tveksamma omständigheter i presidentvalet 1944, ett val präglat av fusk och bedrägeri. Picado tillhörde Calderóns maktbärande parti Partido Republicano Nacional (PRN) och hade stöd från de avgående presidenten Calderón. Picado betraktades dock i allmänhetens ögon som en svag gallionsfigur som i praktiken kontrollerades av Calderón, vilket i verkligheten också var fallet.
Hans mandatperiod präglades av politisk oro och våldsamheter, vid ett flertal tillfällen kallade Picado in militären för att slå ner demonstrationer, strejker och andra protester mot regimen. 
Det folkliga missnöjet med PRN:s politik, som präglades av bedrägeri och korruption tog sig starka uttryck i presidentvalet 1948 då förre presidenten Calderón återigen ställde upp som presidentkandidat. Calderón tvingades dock låta en oberoende väljartribunal överse valet. Detta gjorde att väljartribunalen valde att utse Calderóns främste utmanare, Otilio Ulate, till segrare i presidentvalet. Calderón vägrade emellertid att erkänna sig besegrad och hävdade att valresultatet byggde på valfusk. Han lyckades få landets parlament, kongressen, att ogiltigförklara valresultatet och besluta att nyval skulle hållas. Detta ledde dock till att det så kallade Costaricanska inbördeskriget bröt ut den 12 mars 1948.
President Picado kom att spela en betydande roll i inbördeskriget. Det stod efter en månad klart att regimen förlorat inbördeskriget då landets näst största stad Cartago föll i rebellernas händer. Picado insåg att regimen förlorat och lyckades på eget initiativ få tillstånd ett fredsavtal, känt som Mexikanska ambassadens pakt, i vilket han i praktiken erkände sig och regimen besegrad och därmed gav upp och överlämnade makten till rebelledaren José Figueres. 
Efter att ha överlämnat makten tvingades Picado i exil Managua i Nicaragua där han levde fram till sin död 1960.